# Vavin (Métro Paris)

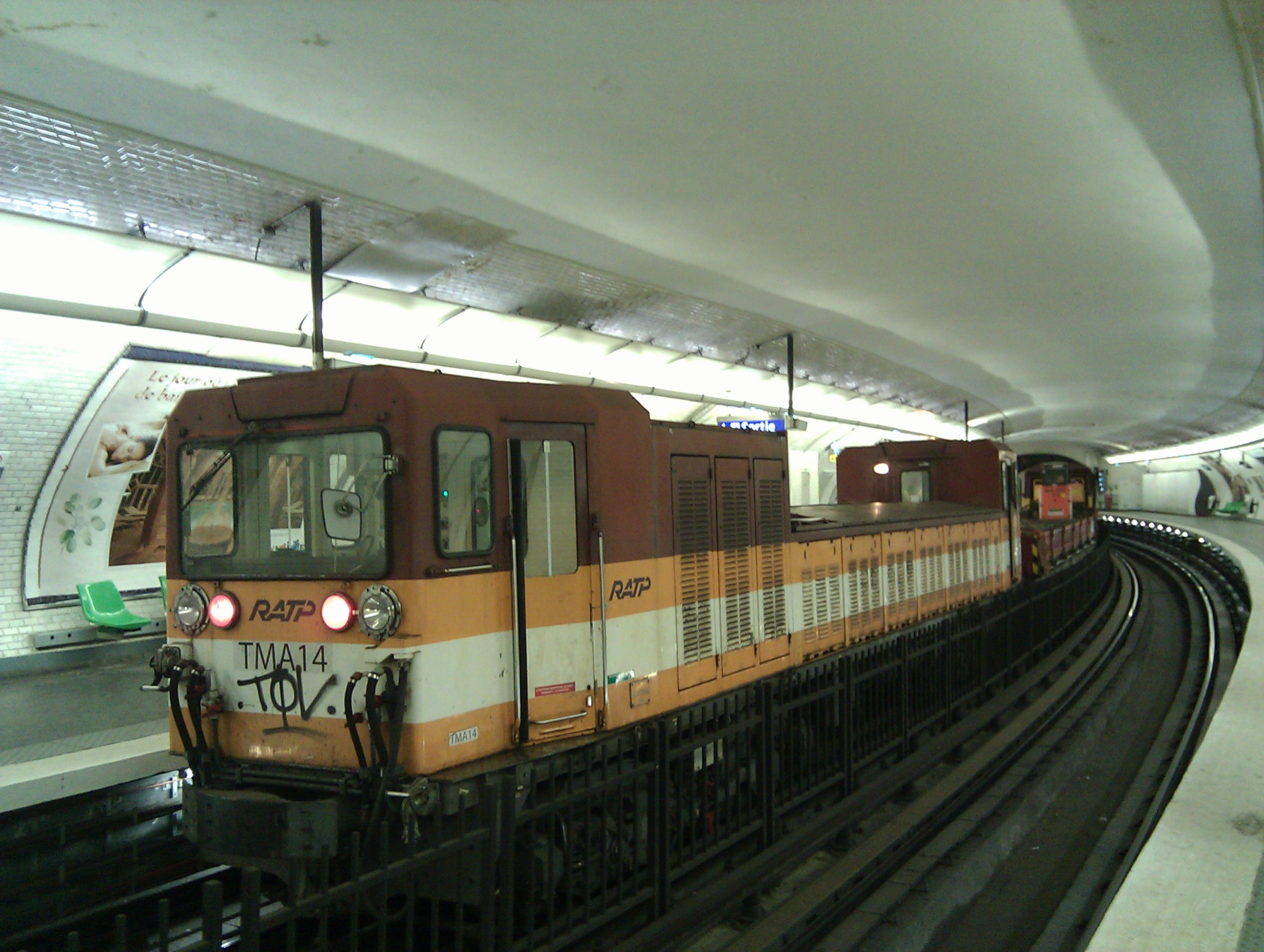
Akkubetriebener Arbeitszug TMA14 in der in einer Kurve liegenden Station

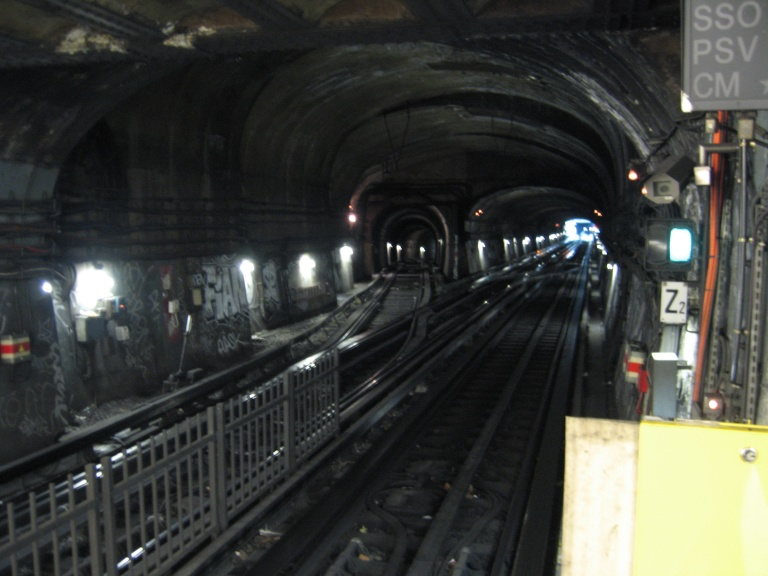
Streckengleis mit Gleiswechsel, nach links abgehend das Betriebsgleis zur Linie 12

Der U-Bahnhof Vavin [vavɛ̃] ist eine unterirdische Station der Linie 4 der Pariser Métro.

## Lage
Die Station befindet sich an der Grenze des Quartier Notre-Dame-des-Champs im 6. Arrondissement mit dem Quartier du Montparnasse im 14. Arrondissement von Paris. Sie liegt längs unter dem Boulevard du Montparnasse zwischen der Rue Vavin und dem Boulevard Raspail.

## Name
Namensgebend ist die dort in den Boulevard du Montparnasse mündende Rue Vavin. Der Notar Alexis Vavin (1792–1863) besaß zahlreiche Immobilien im heutigen 6. Arrondissement. Er war Abgeordneter und gehörte u. a. der verfassungsgebenden Versammlung von 1848 und der gesetzgebenden Versammlung von 1849 an.

## Geschichte und Beschreibung
Die Station wurde am 9. Januar 1910 von der Compagnie du chemin de fer métropolitain de Paris (CMP) eröffnet, als der 3900 m lange Mittelabschnitt der Linie 4 von Raspail bis Châtelet in Betrieb ging. Mit dessen Inbetriebnahme wurden die bis dahin getrennten Süd- und Nordäste der Linie zu einer von Porte de Clignancourt im Norden bis Porte d’Orléans im Süden verlaufenden Linie verbunden.
Unter einem elliptischen Deckengewölbe mit gekrümmten Seitenwänden weist die Station Seitenbahnsteige an zwei parallelen Streckengleisen auf. Sie war ursprünglich 75 m lang, Mitte der 1960er Jahre wurde sie auf 90 m verlängert und für den Verkehr mit luftbereiften Zügen umgebaut.
Die Station beschreibt eine sanfte Kurve, da die Strecke unter den südlichen Abschnitt des Boulevard Raspail mündet. Dort zweigt ein Betriebsgleis zur Linie 6 ab. Vom anderen Stationsende führt ein solches Gleis zur Linie 12, zudem gibt es dort einen einfachen Gleiswechsel. Die vier Zugänge sind zum Teil mit einem gelben „M“ in einem Doppelkreis markiert.

## Fahrzeuge
Auf der Linie 4 verkehrten bis 1928 5-Wagen-Züge aus zunächst drei zweimotorigen, später zwei viermotorigen Triebwagen und Beiwagen. Sie wurden durch Sprague-Thomson-Züge abgelöst, die in den Jahren 1966/67 sukzessive durch gummibereifte 6-Wagen-Züge der Baureihe MP 59 ersetzt wurden. Seit 2011 ist auf der Linie 4 die Baureihe MP 89 CC im Einsatz. Die Umstellung auf fahrerlose Züge der Baureihen MP 89 CA, MP 05 und MP 14 hat am 12. September 2022 begonnen und soll bis Ende 2023 abgeschlossen sein.